# Kārļa Ulmaņa gatve
Kārļa Ulmaņa gatve est une rue de Rīga et de la municipalité de Mārupe en Lettonie,.

## Présentation
Kārļas Ulmaņas gatve est la plus longue de la rive gauche du Daugava et la troisième plus longue de toute la ville de Riga . 
Elle traverse les quartiers de Salu, Torņakalns, Ziepniekkalns, Atgāzene, Bieriņi, Pleskodāle, Zolitūde, Mūkupurvs et Beberbeķi. 
Elle part du pont de l'île dans le prolongement de la rue Lāčplēša iela, s'étend dans les directions sud-ouest, nord-ouest et ouest jusqu'aux limites de la ville, au-delà desquelles elle se transforme en route A10 vers Jurmala et Ventspils.
La longueur totale de la rue est de 11 958 mètres, elle se compose de deux chaussées séparées et de 4 à 6 voies de circulation. 
Toute la longueur de la rue fait partie de la route A10, et jusqu'à Vienības gatve, elle fait également partie de la route A8.
Plusieurs constructions jalonnent la rue: le pont de l'île et le pont sur la Mārupīte, un pont sur la ligne ferroviaire Riga-Jelgava, des échangeurs à deux niveaux avec les rues Mūkusalas iela, Bauskas iela et Jurkalnes iela.

## Galerie

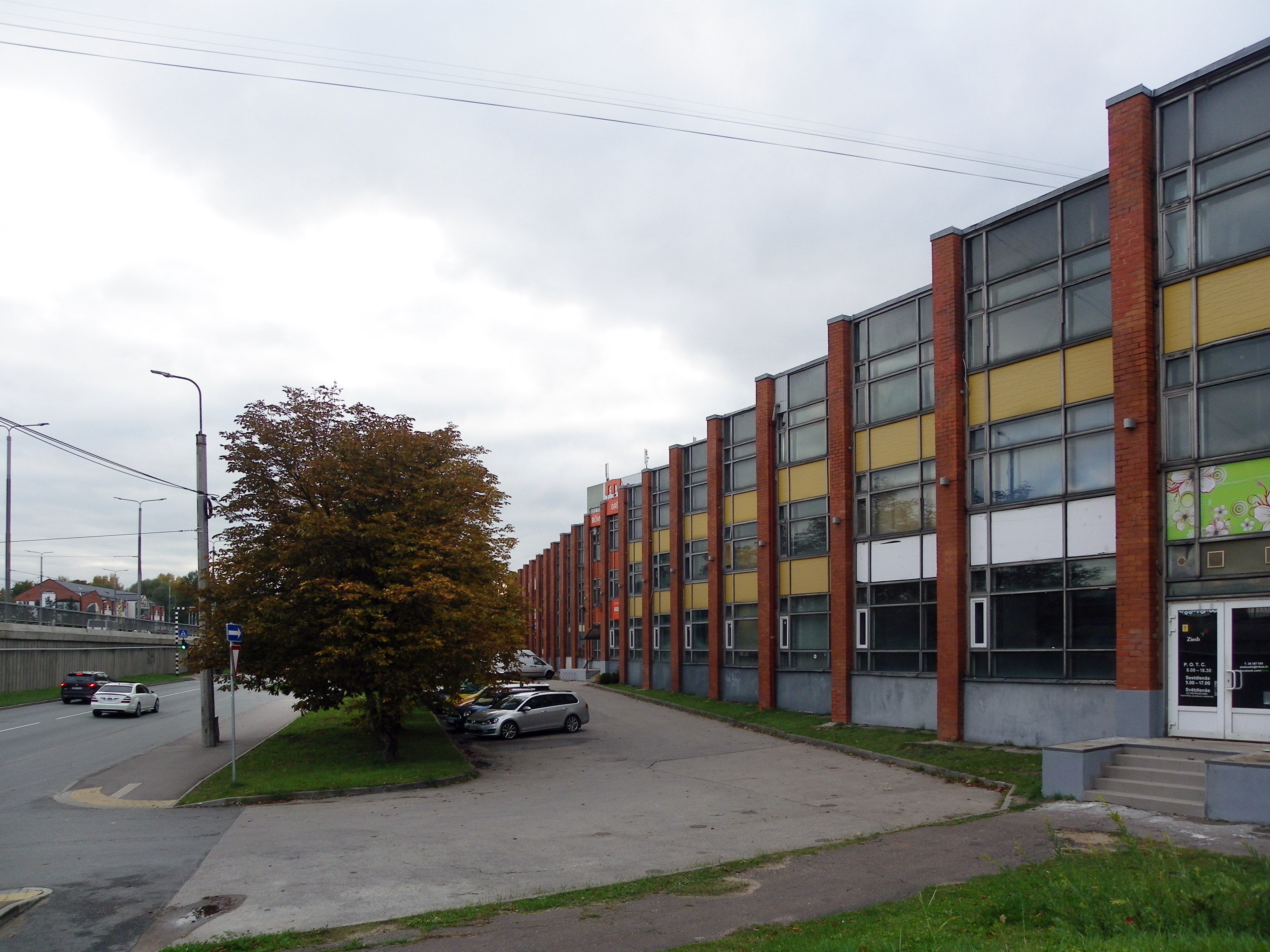
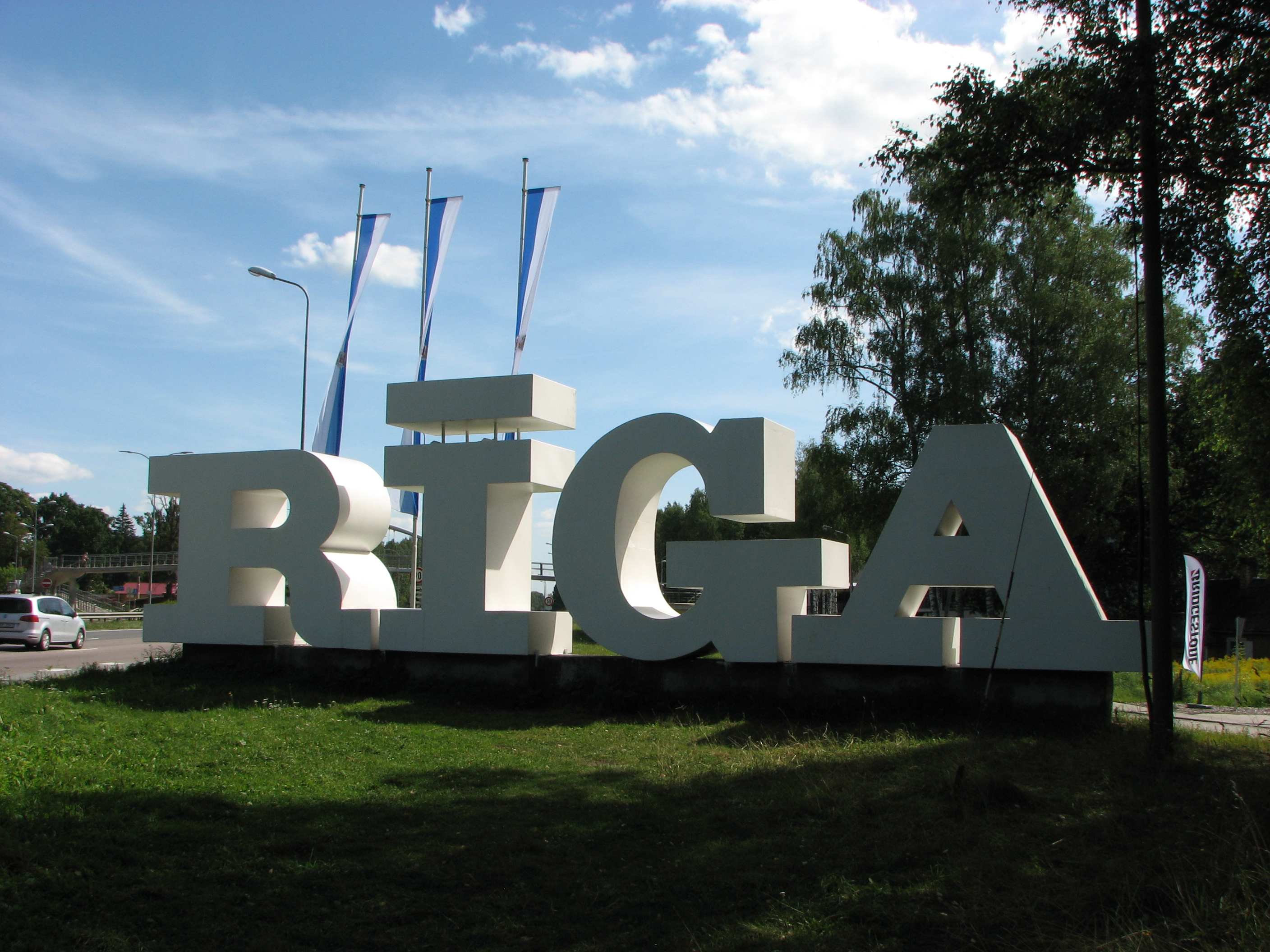
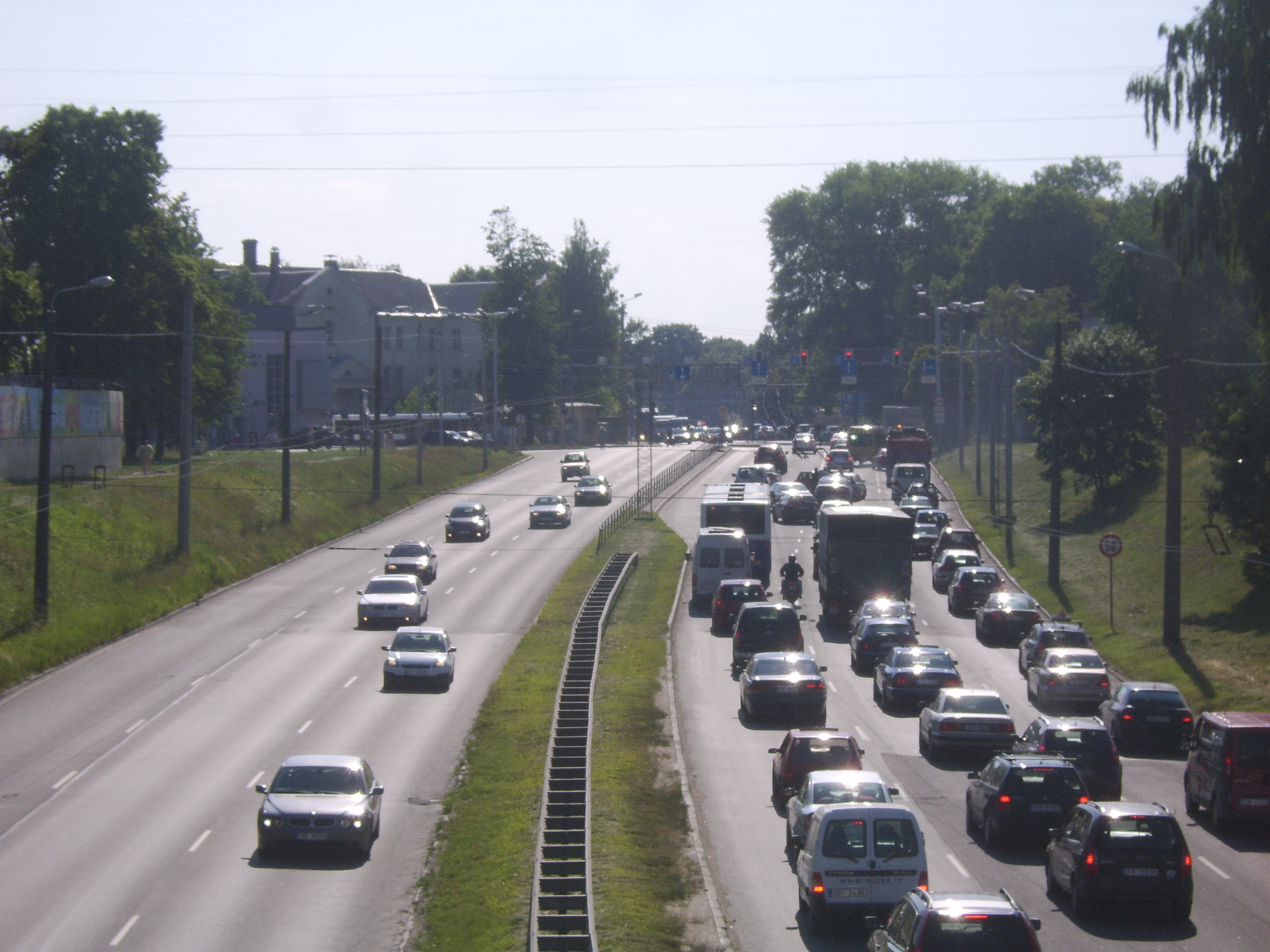
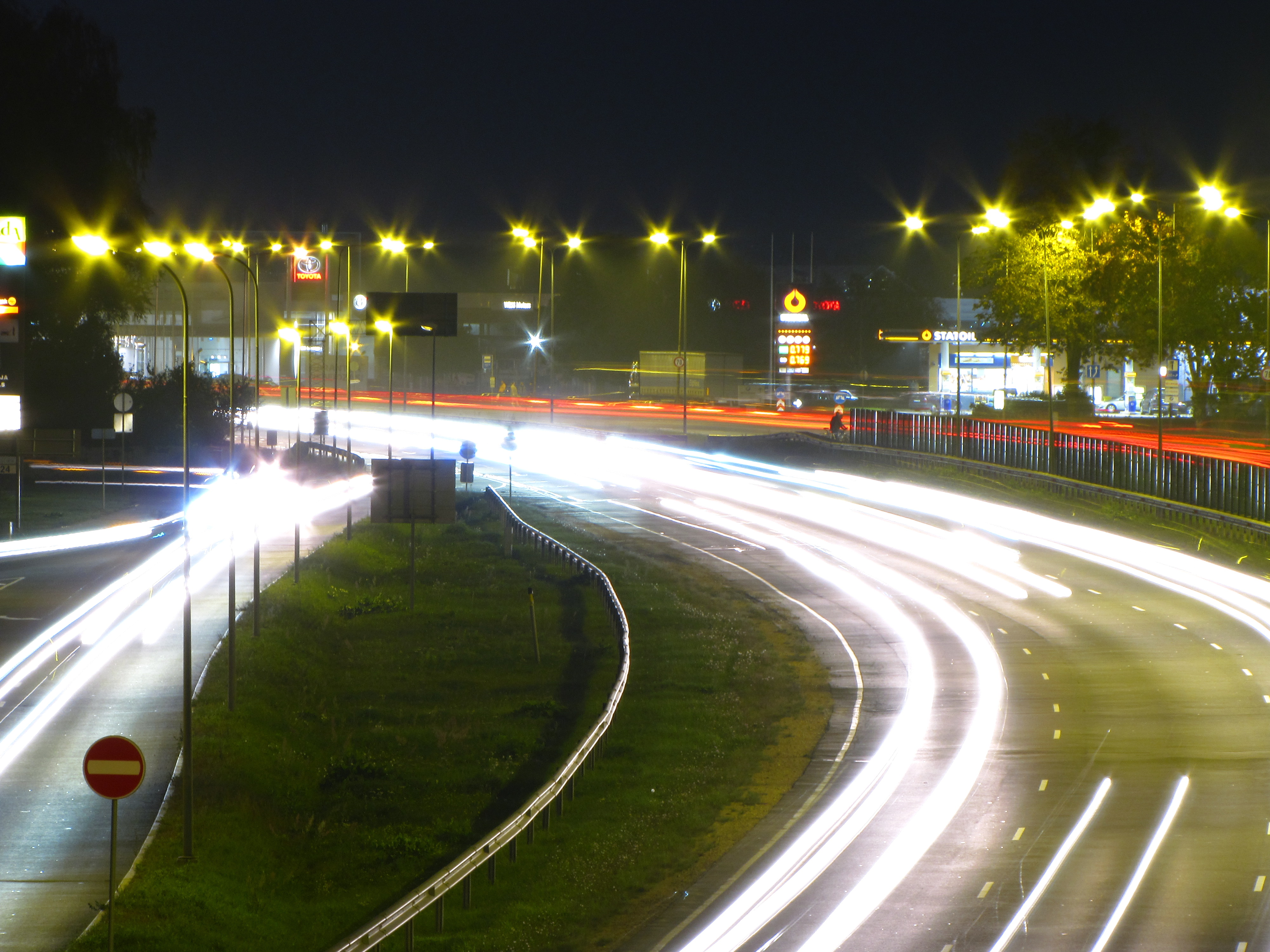
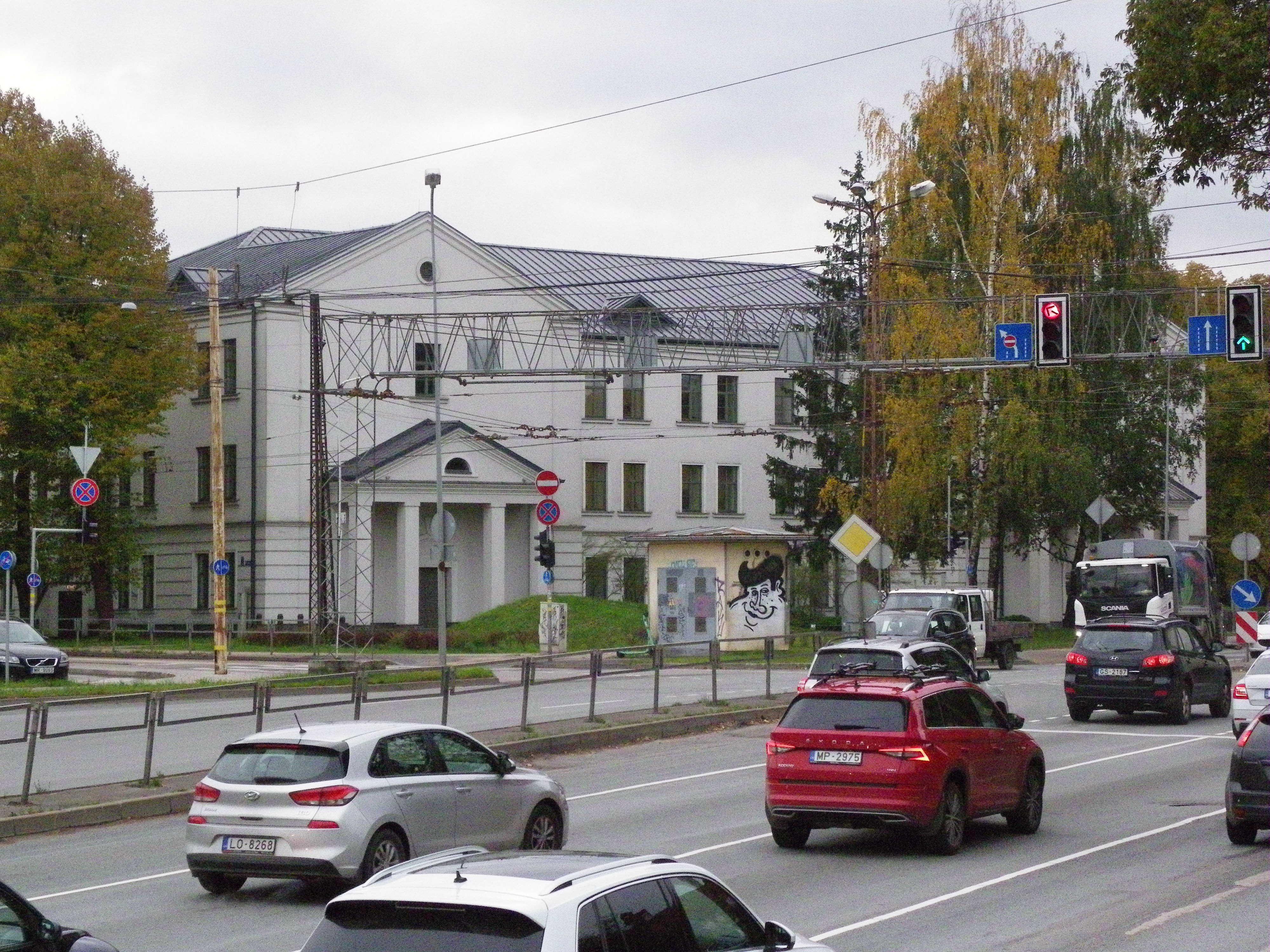
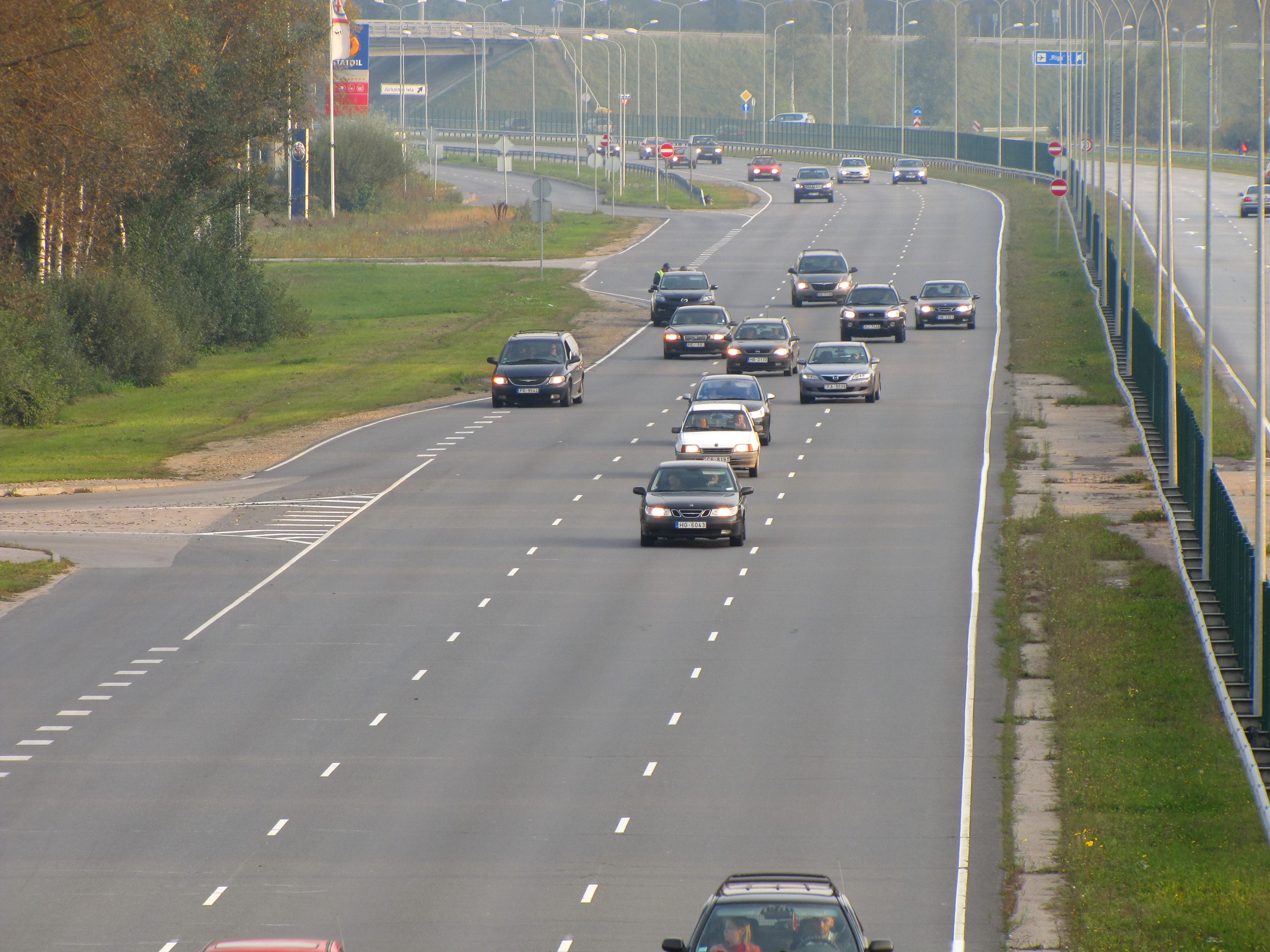

## Transports
- Bus:	10, 22, 32, 43
- Trolleybus:	4, 19